# Bartolomé Ramos de Pareja
Bartolomé Ramos de Pareja (Baeza, Regne de Castella, 25 de gener de 1440 - ?) fou un compositor i musicòleg castellà. S'ignoren dades de la seva mort; segons el musicògraf Baltasar Saldoni de les dades anteriors, només són segures les de l'any de naixença. Tampoc se'n sap res de la seva mort, però sembla que l'any 1521 encara vivia.

## Primers anys
Respecte als primers anys de la seva vida, no és gran cosa el que es coneix, i ell mateix ens diu que fou deixeble d'un músic nomenat Juan Montes, contemporani d'en Johannes Ockeghem i d'en Antoine Busnois. Per ell també sabem que fou professor de música a Salamanca, i no a Toledo, com es diu, abans de marxar a Bolonya. Per aquella època, Ramos devia comptar uns quaranta anys i ja era molt conegut, havent sostingut una polèmica amb un tal Osmeno, que sostenia doctrines contràries a les seves.
Com a conseqüència d'aquella discussió publicà un tractat en castellà titulat «De Música». No se sap la data de la seva marxa a Itàlia, però a principis de 1482 ja apareix com un dels mestres amb més reputació de Bolonya, on va tindre per deixebles, entre d'altres, en Giovanni Spataro.

## Escrits
En aquesta data feu imprimir el seu curs públic amb el títol De Musica Tractatus, sive Musica practica (Bolonya, 1482), però a penes publicada aquesta obra el seu autor la retirà de la circulació i la substituí per una altra que portava la següent indicació: Editio altera aliquam, mutata, Bononia die 5 junii 1482. Giovanni Battista Martini (1706 - 1784) més conegut per Pare Martini, que posseí un exemplar de cadascuna d'aquestes edicions, dona amplis informes sobre el contingut d'ambdues, però especialment del de la segona, la qual cos afa creure que no hi devien existir grans diferències fonamentals entre un i altra. Probablement, tampoc devia existir gran diferències entre aquests dos, i el tractat que publicà a Salamanca, del qual no se n'ha trobat cap exemplar. L'obra es divideix en dues o tres parts.
La primera tracta de l'escala musical i de la constitució dels tons, i en aquesta censura asprament els hexacords del sistema atribuït a Guido d'Arezzo, no per la dificultat del canvis, sinó perquè representa una escala incompleta; en la segona part es refereix a la notació, a les seves proporcions i al contrapunt, i en la tercera a la naturalesa dels intervals i de les seves proporcions. En la tercera la subdivisió de la tercera part aborda la qüestió de la realitat sensible del coma 80 : 81 i proposa fer-la desaparèixer per mitjà del temperament.
És curiós fer observar aquí que Marchetto de Pàdua, Johannes Tinctoris, Franchino Gafori, Nicolo Burci, Aaron i d'altres, afirmen la realitat sensible del coma però no la tenen en compte a la pràctica. El sistema de Ramos no manca de defectes, però no obstant les censures de què va estar objecte, el que es comprèn per haver atacat les teories d'Arezzo i de Boecio, conté grans encerts i, tanmateix, inicià una nova era en la teoria musical. En efecte, Ramos fou l'instigador de procediments fins llavors desconeguts per la determinació dels valors acústics, fixant les relacions 4 : 5 i 5 : 6 per les terceres major i menor, 2 : 3 per la cinquena i 3 : 4 per la quarta, encara que en aquests treballs li precedís el benedictí Walter Odington, però l'andalús assentà sobre bases més científiques el seu sistema, donant una base a la definició de l'acord perfecte i un punt segur de partida a la teoria harmònica.
Com és de suposar, l'obra de Ramos donà lloc a fortes polèmiques, entre els partidaris del sistema antic i els del nou. Entre els primers es destacà Nicolo Burci i entre els segons Diego del Puerto i Spataro el qual el 1491 publicà un tractat en defensa del seu mestre.
Un manuscrit de finals del segle xv que es troba a la Biblioteca de Berlín i ha estat atribuït a Ramos, pertany segurament a un altre autor.